# Ніколає-Белческу (Бакеу)
Ніколає-Белческу (рум. Nicolae Bălcescu) — село у повіті Бакеу в Румунії. Адміністративний центр комуни Ніколає-Белческу.
Село розташоване на відстані 236 км на північ від Бухареста, 10 км на південь від Бакеу, 90 км на південний захід від Ясс, 145 км на північний захід від Галаца, 136 км на північний схід від Брашова.

## Населення
За даними перепису населення 2002 року у селі проживали 4093 особи.
Національний склад населення села:
| Національність | Кількість осіб | Відсоток |
| -------------- | -------------- | -------- |
| румуни         | 4067           | 99,4%    |
| угорці         | 17             | 0,4%     |

Рідною мовою назвали:
| Мова      | Кількість осіб | Відсоток |
| --------- | -------------- | -------- |
| румунську | 4082           | 99,7%    |
| угорську  | 9              | 0,2%     |